# Garry Middleton
Garry David Middleton (ur. 14 lipca 1948 w Corowie, zm. 23 listopada 1994) – australijski żużlowiec.

## Życiorys
W 1969, 1972 i 1973 r. reprezentował Australię w eliminacjach indywidualnych mistrzostw świata, za każdym razem awansując do finałów brytyjskich. W 1972 r. wystąpił w półfinale mistrzostw świata par, który rozegrany został w Londynie. W 1976 zdobył w Londynie tytuł drużynowego mistrza świata.